# بريندا لوريل
بريندا لوريل (بالإنجليزية: Brenda Laurel)‏ تعمل كعالمة ومستشارة مستقلة، مؤيدة وداعمة للتنوع والشمولية في الألعاب الإلكترونية، رائدة في مجال تطوير «الواقع الافتراضي»، متحدثة عامة وأكاديمية، كما أنها عضو مجلس إدارة بالعديد من الشركات والمنظمات. أسست وتولت إدارة برنامج التصميم للخريجين في كلية كاليفورنيا للفنون عام 2006 حتى عام 2012 بالإضافة إلى برنامج تصميم الوسائط في كلية «مركز الفنون» للتصميم في عام 2000 حتى عام 2006 عملت لدى شركة «أتاري» (Atari) للألعاب الورقية الإلكترونية، وشاركت في تأسيس شركة تطوير الألعاب «بربل مون» (purple moon)، وقد خدمت كمستشارة بالتصميم التفاعلي للعديد من الشركات مثل: شركة سوني ((Sony pictures، آبل (Apple)، وسيتي بانك (Citibank).

## التعليم
حصلت لوريل على بكالوريا بالفنون من جامعة ديباو (DePauw university) كما حصلت على ماجستير بالفنون الجميلة، بالإضافة إلى دكتوراه من جامعة أوهايو (Ohio state university) الولايات المتحدة الأمريكية.

### الأعمال الأولى
أول الألعاب التي صممتها لوريل كانت لبرنامج سايبر فيجَن "CyberVision" في عامي 1977/1978، ثم عملت لدى شركة "اتاري" بين عامي 1980 و1983، كما عملت بشركة أكتيفيجن "ActiVision" بين 1985 و1987. وفي أواخر الثمانينات عملت كمستشارة إبداعية للعديد من ألعاب شركة لوكاس فيلم "Lucasfilm" وبمحاكاة "توازن الكوكب" (Balance of the planet) التعليمية ل “كريس كراوفورد".

#### ألعاب الفتيات
كواحدة من أوائل النساء في مجال تصميم الألعاب، لوريل أيضا واحدة من أهم المنظرين في مجال تطوير الألعاب للفتيات، حيث طرحت لوريل نظرية تنص على أنه أثناء اهتمام صناعة الألعاب الإلكترونية بتطوير ألعاب ومنتجات للفتيان، كان هناك بعض الفتيات المهتمة بالمجال، ولكن الفتيات تهتم بأنواع أُخرى من الألعاب لم يتم تداولها في صناعة الألعاب الإلكترونية في ذلك الوقت. وقد ذكرت في أبحاثها أن الفتيات تفضل التجارب والألعاب القائمة على التفاعل الاجتماعي المعقد، القدرات اللغوية، والسرد القصصي.
«صناعة الألعاب قد نشأت من برامج كتبها وطورها شباب وفتيان في أواخر الستينات والسبعينات، وقد عملوا على ذلك جيدًا ونجحوا في إنشاء صناعة مربحة بسرعةٍ معقولة وفي وقت قصير، ولكن ما نجح في جذب وإرضاء هذه الفئة الاجتماعية من الفتيان، لم ينجح في حالة معظم النساء والفتيات.»
ـــ «بريندا لوريل»، مجلة وايرد (Wired Magazine). 
عام 1996، أسست بريندا لوريل شركة بربل مون "Purple Moon"، أول شركة برمجيات أمريكية تقدم ألعاب للفتيات بين أعمار 8 سنوات و14 سنة. كانت رؤية لوريل تتمثل في ابتداع ألعاب للفتيات تقوم على محاكاة اتخاذ القرارات في الحياة الواقعية، بدلًا من تلك الألعاب التي تقوم بالتركيز على المظاهر والمادية.
كانت الشركة تجربةً لتحويل تلك الأبحاث عن أولويات وتفضيلات الفتيات في الألعاب، إلى ألعاب إلكترونية فعلية قابلة للعرض والتسويق. قامت الشركة بإصدار ألعاب مُصَممة على السرد القصصي، الاستكشاف المفتوح، وتجربة سيناريوهات ومواقف واقعية من الحياة اليومية للفرد، على عكس تلك الألعاب التنافسية التي تهتم بمجموع النقاط والأرقام القياسية. وقد أصدرت الشركة عشر ألعاب، تنقسم إلى سلسلتين وهما: سلسلة «روكيت» (rockett)، والتي ركزت على التفاعلات اليومية للفتيات، وسلسلة «الطريق السري» (secret path)، وقد اشترتها شركة ماتِل (Mattel) عام 1999.